# Hypolimnas taihokuna
Hypolimnas taihokuna är en fjärilsart som beskrevs av Shuhei Nomura 1930. Hypolimnas taihokuna ingår i släktet Hypolimnas och familjen praktfjärilar. Inga underarter finns listade i Catalogue of Life.